# Desinfektion
 Der er for få eller ingen kildehenvisninger i denne artikel, hvilket er et problem. Du kan hjælpe ved at angive troværdige kilder til de påstande, som fremføres i artiklen.

Desinfektion er en proces, hvor man uskadeliggør så mange mikroorganismer og vira, at en infektion ikke kan opstå.
Der findes mange forskellige metoder til desinfektion, men mest almindeligt er flydende desinfektion, som typisk foretages med sprit (fx ethanol, methanol m.fl.), peroxid (brintoverilte) eller klor. Af andre desinfektionsformer kan nævnes røg- og gasbaseret desinfektion.
Der findes også ganske udbredte alternative teknologier til desinfektion, fx UV-C lys, som både kan anvendes til behandling af overflader og til luftrensning, hvor luften indsuges og passeres forbi omtalte UV-C lys, som eliminerer hovedparten af bakterier, skimmel og vira. Teknologisk Institut har bl.a. testet de desinficerende egenskaber ved loftventilatorer med indbygget UV-C lys ved hjælp af tests med levende virus.
Sølv- (kobber- og guld-) ioner er også meget effektivt desinficerende og findes inkorporeret i fx gulvbelægninger og håndgreb. Dog er ionteknologien noget kontroversiel, da der er mistanke om at denne kan fremprovokere resistens hos visse problematiske organismer.